# Ингстер, Борис
Борис Ингстер (англ. Boris Ingster, дословно идиш: Борис-младший; наст имя и фам. Борис Михайлович Азарх; 1903—1978) — американский кинорежиссёр, сценарист и продюсер, более всего известный как режиссёр одного из первых фильмов нуар «Незнакомец на третьем этаже» (1940).
Ингстер начал работу в кино в 1930 году во Франции в качестве ассистента Сергея Эйзенштейна. В том же году он переехал в Голливуд, где стал режиссёром, сценаристом и продюсером нескольких десятков фильмов, среди них «Тонкий лёд» (1937), «Дам миллион» (1938), «Удачная посадка» (1938) и «Плащ и кинжал» (1946).

## Ранние годы
Борис Михайлович Азарх родился 29 октября 1903 года в Риге, Российская империя (ныне Латвия), в еврейской семье купца первой гильдии Моисея Бер-Ициковича Азарха (1869, Велиж — 1941, Рига) и Мирьям-Баси Лейзеровны Готлиб (1876, Москва — 1941, Рига). Его старший брат, Алексей Михайлович Грановский, в 1920-е годы был известным театральным деятелем, основателем и режиссёром Московского государственного еврейского театра, который в 1928 году выехал с театром на зарубежные гастроли и остался в Берлине, а затем переехал в Париж. Другой брат — Леонид Михайлович Азарх (20 марта 1900, Рига — 1964, Париж), французский киномонтажёр и редактор фильмов, участник Второй мировой войны; до эмиграции служил в Наркомводе СССР. Сестра — Фанни Михайловна Певзнер.
В 1920-е годы Ингстер также эмигрировал во Францию, где в 1930 году был ассистентом Сергея Эйзенштейна на съёмках фильма «Сентиментальный романс» (1930). В 1930 году перебрался в США, где стал работать в кино и на телевидении.
В 1935 году Ингстер дебютировал в американском кино на студии РКО в качестве одного из авторов сценария приключенческой исторической драмы «Гибель Помпеи» (1935), за которой последовала музыкально-приключенческая комедия «Танцующий пират» (1936). В 1937 году он написал сценарий музыкально-романтической комедии «Тонкий лёд» (1937), в которой в главных ролях сыграли Соня Хени и Тайрон Пауэр. Ингстер также стал автором сценария для ещё одного фильма с участием Хени — «Удачная посадка» (1938), а затем — комедии «Дам миллион» (1938) и мелодрамы «Чудо на Главной улице» (1939).
В 1940 году Ингстер дебютировал в качестве режиссёра поставкой своего самого знаменитого фильма «Незнакомец на третьем этаже» (1940), который многие критики сегодня называют первым фильмом нуар. В частности, историк кино Артур Лайонс написал, что "студия РКО часто подчёркивает, что является создателем первого истинного фильма нуар «Незнакомец на третьем этаже», а Ли Сервер написал о фильме, что он «часто указывается как „первый“ фильм нуар». Критик Селби Спенсер внёс его в свой список фильмов нуар с характеристикой, что он «часто называется первым истинным и полноценным фильмом нуар». Этот «впечатляющий небольшой фильм нуар был произведён на скромном бюджете на студии РКО». Фильм рассказывает историю молодого газетного репортёра, который оказывается свидетелем в деле об убийстве, но в итоге сам оказывается главным подозреваемым. Фильм демонстрировал многие композиционные и визуальные приёмы, которые вскоре стали отличительными для жанра фильм нуар — действие происходит в урбанистической среде, операторская работа отличается длинными контрастными тенями и косыми ракурсами, повествование в основном ведётся закадровым голосом с помощью флэшбеков и содержит длительный призрачный эпизод. В фильме сыграли заметные роли будущие звёзды жанра нуар Петер Лорре и Элиша Кук.
Затем Ингстер вновь работал над сценариями. Среди его сценарных работ — комедия «Удивительная миссис Холлидэй» (1943) о миссионере, который спасает группу китайских сирот, нелегально ввозя их в США, военная драма «Парижское подполье» (1945) и антиядерная послевоенная шпионская драма Фритца Ланга «Плащ и кинжал» (1946).
В 1949 году Ингстер поставил по собственному сценарию комедию «Судья развлекается» (1949), в которой рассказывается о бостонском судье, который, разочаровавшись в собственной жизни, уходит из дома, устраивается на работу в придорожное кафе и заводит роман с его привлекательной владелицей (Энн Сотерн). Десятилетие спустя Ингстер выступил режиссёром своего второго фильма нуар, «Саутсайд 1-1000» (1950). Сделанный в полу-документальном стиле, этот фильм рассказывал об охоте правительственных агентов на банду фальшивомонетчиков.
В середине 1950-х годов Ингстер перешёл на телевидение, где работал сценаристом и продюсером. Среди наиболее известных работ Ингстера на телевидении — сериалы «Караван повозок» (1957-58, 25 эпизодов), «Путешествие Джейми МакФитерза» (1964, 9 эпизодов) и «Человек из АНКЛ» (1965-67, 38 эпизодов).
В 1966-67 годах Ингстер был продюсером трех художественных фильмов, которые сделаны из материалов шпионского комедийного сериала «Человек из АНКЛ» — «Один из наших шпионов пропал» (1966), «Шпион в зелёной шляпе» (1967) и «Каратисты-убийцы» (1967), которые стали его последними работами в кино.

## Семья
- Ингстер был женат на актрисах Лени Стенгел (Leni Stengel, 1901—1982) и Зите Персел (1918—1996).
- Двоюродная сестра — Мария Владимировна Якубович, более известная под сценическим псевдонимом Мара Гри (Mara Griy, в первом браке — Клейн, во втором — Розенталь; 1894—1975), французская певица и актриса. Другая двоюродная сестра — ведущая актриса Киевского театра русской драмы Евгения Эммануиловна Опалова (настоящая фамилия Азарх).
- Внучатые племянники — режиссёры Исидор Хомский и Павел Хомский.

## Фильмография

### Сценарист
- 1935 — Гибель Помпеи / The Last Days of Pompeii
- 1936 — Танцующий пират / Dancing Pirate
- 1937 — Тонкий лёд / Thin Ice
- 1938 — Удачная посадка / Happy Landing
- 1938 — Дам миллион / I’ll Give a Million
- 1939 — История Александра Грэхема Белла / The Story of Alexander Graham Bell (в титрах не указан)
- 1939 — Чудо на Главной улице / Miracle on Main Street
- 1943 — Удивительная миссис Холлидэй / The Amazing Mrs. Holliday
- 1943 — Жар плоти не остановить / The Heat’s On (история, в титрах не указан)
- 1944 — Песнь о России / Song of Russia (в титрах не указан)
- 1945 — Парижское подполье / Paris Underground
- 1946 — Плащ и кинжал / Cloak and Dagger (история)
- 1947 — Калифорния / California (история)
- 1949 — Судья развлекается / The Judge Steps Out
- 1950 — Саутсайд 1-1000 / Southside 1-1000
- 1952 — Кое-что для птиц / Something for the Birds (история)
- 1955 — Абдулла великий / Abdulla the Great
- 1957 — Караван повозок (сериал) / Wagon Train (2 серии)
- 1959 — Команда М (сериал) / M Squad (1 серия)
- 1963 — Сансет-Стрип, 77 (сериал) / 77 Sunset Strip (1 серия)
- 1964 — Мистер Новак (сериал) / Mr. Novak (1 серия)
- 1965 — Сыромятная плеть (сериал) / Rawhide (1 серия)
- 1965 — Человек из АНКЛ (сериал) / The Man from U.N.C.L.E. (4 серии)
- 1967 — Каратисты-убийцы / The Karate Killers (история)

### Режиссёр
- 1940 — Незнакомец на третьем этаже / Stranger on the Third Floor
- 1949 — Судья развлекается / The Judge Steps Out
- 1950 — Саутсайд 1-1000 / Southside 1-1000

### Продюсер
- 1962 — Шайенн (сериал) / Cheyenne (2 эпизода)
- 1957—1958 — Караван повозок (сериал) / Wagon Train (25 эпизодов)
- 1963 — Сансет-Стрип, 77 (сериал) / 77 Sunset Strip (1 эпизод)
- 1964 — Путешествие Джейми МакФитерза (сериал) / The Travels of Jaimie McPheeters (9 эпизодов)
- 1966—1967 — Человек из АНКЛ (сериал) / The Man from U.N.C.L.E. (38 эпизодов)
- 1965 — Дьявольские стрелки / Guns of Diablo
- 1966 — Один из наших шпионов пропал / One of Our Spies Is Missing
- 1967 — Шпион в зелёной шляпе / The Spy in the Green Hat
- 1967 — Каратисты-убийцы / The Karate Killers